# Tommaso Redi
Tommaso Redi (Florencia, 22 de diciembre de 1665 - Florencia, 10 de octubre de 1726) fue un pintor italiano activo durante el barroco tardío.

## Biografía

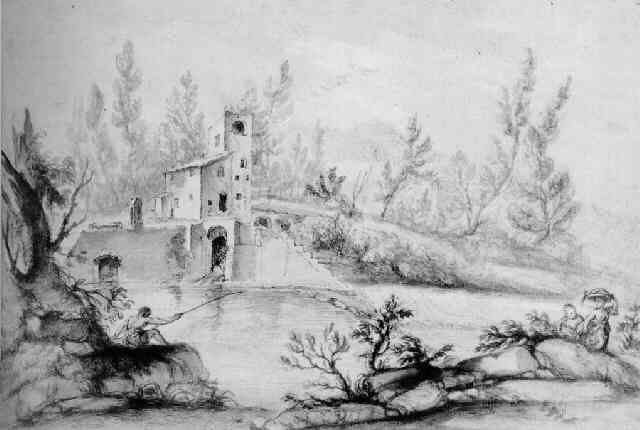
Paisaje fluvial con figuras

Tommaso era hijo de Lorenzo Redi, empleado en la corte de los Médici. A los 18 años entró como aprendiz de Anton Domenico Gabbiani, el pintor favorito de Cosme III de Médici, Gran Duque de Toscana y por ende, de toda la nobleza florentina. Junto a su maestro adquirió un buen dominio del dibujo y la anatomía humana.
En 1690 encontramos a Redi en Roma becado por el Gran Duque. Allí tuvo la oportunidad de ampliar sus estudios con Ciro Ferri y Carlo Maratta, dos de las figuras dominantes en el panorama pictórico romano. Tuvo por compañeros a Benedetto Luti y Antonio Balestra, junto a quienes dibujaba todos los días antes de someter su trabajo al juicio de Maratta.
Hacia 1700 volvió a Florencia atendiendo a la llamada de Cosme III de Médici, que le encargó la decoración del Palazzo Pitti junto a Ferri. Seguiría trabajando en la capital toscana hasta el momento de su muerte. En 1716, el zar Pedro I el Grande le envió algunos jóvenes artistas para que aprendieran el arte de la pintura bajo la batuta de Redi. Fue entonces cuando el monarca ruso le invitó a presidir la recién creada Academia de Bellas Artes de Moscú, oferta que el florentino declinó.
Entre sus pupilos figuran Giovanni Domenico Campiglia , Giovanni Domenico Ferretti y Giuseppe Grisoni.

## Obras destacadas
- Muerte de San José (Santa Maria di Candeli, Florencia)
- San Gabriel arcángel (Santi Quirico, Lucia e Pietro d'Alcantara, Montelupo Fiorentino)
- Gloria de San José (Santi Quirico, Lucia e Pietro d'Alcantara, Montelupo Fiorentino)
- Historias de San Felipe Benizzi (Abadía de Montesenario)
- Condena de San Valentín (Santa Maria Assunta, Bientina)
- Autorretrato (1709, depósitos de los Uffizi, Florencia)